# Gonçal Peris

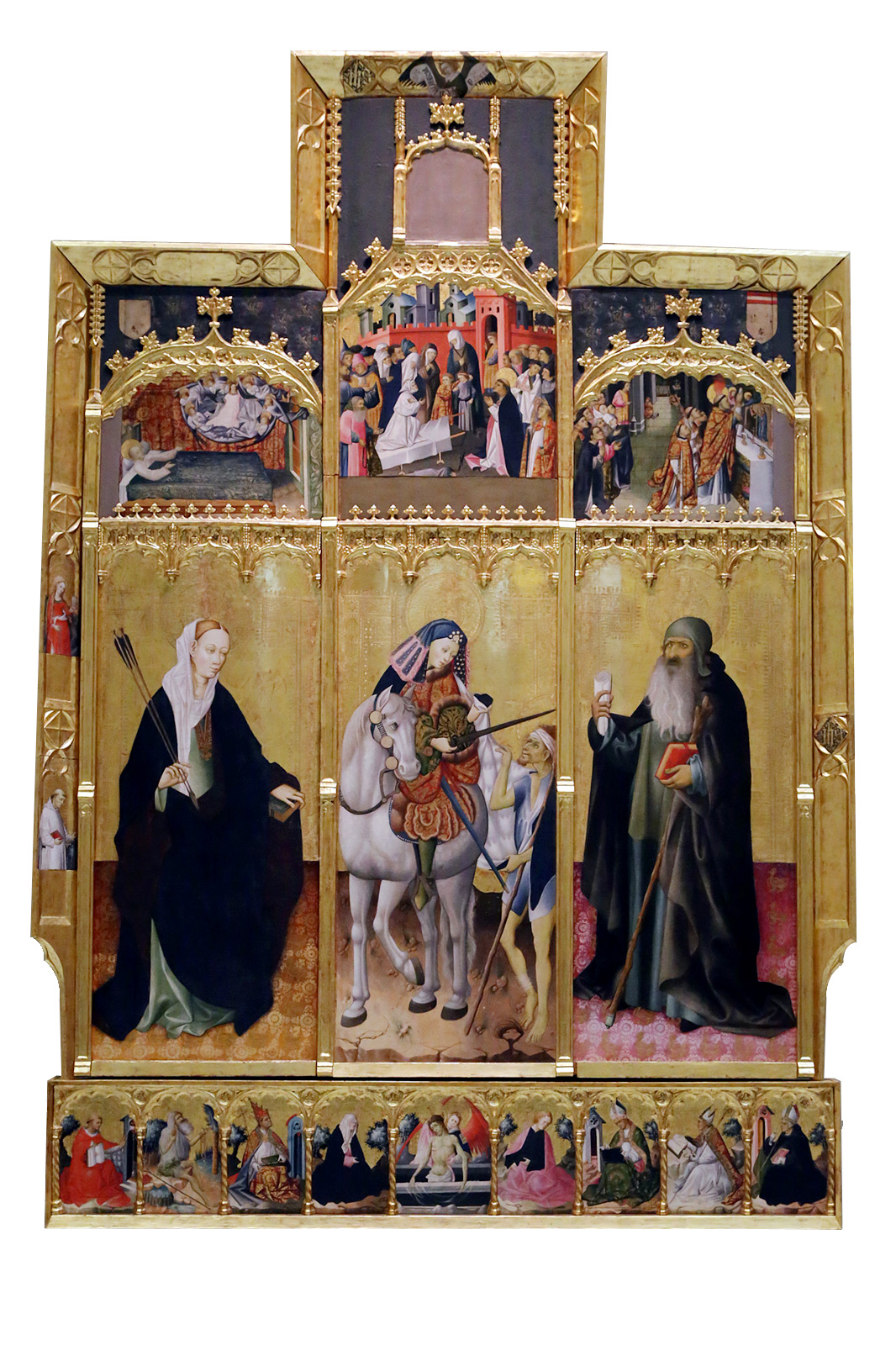
Retablo de San Martín, Santa Úrsula y San Antonio (1443) (Museo de Bellas Artes de Valencia).

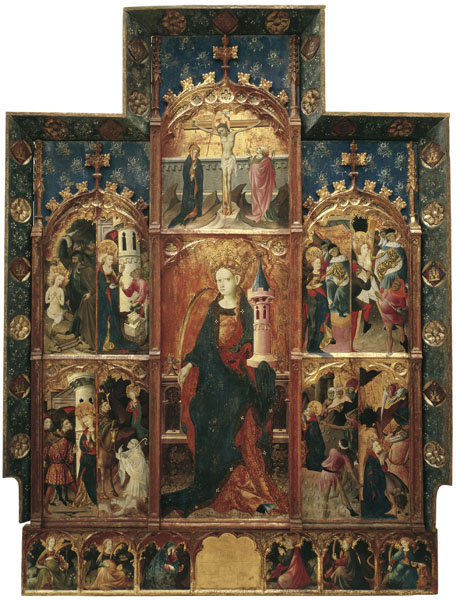
Retablo de Santa Bárbara MNAC (Barcelona).

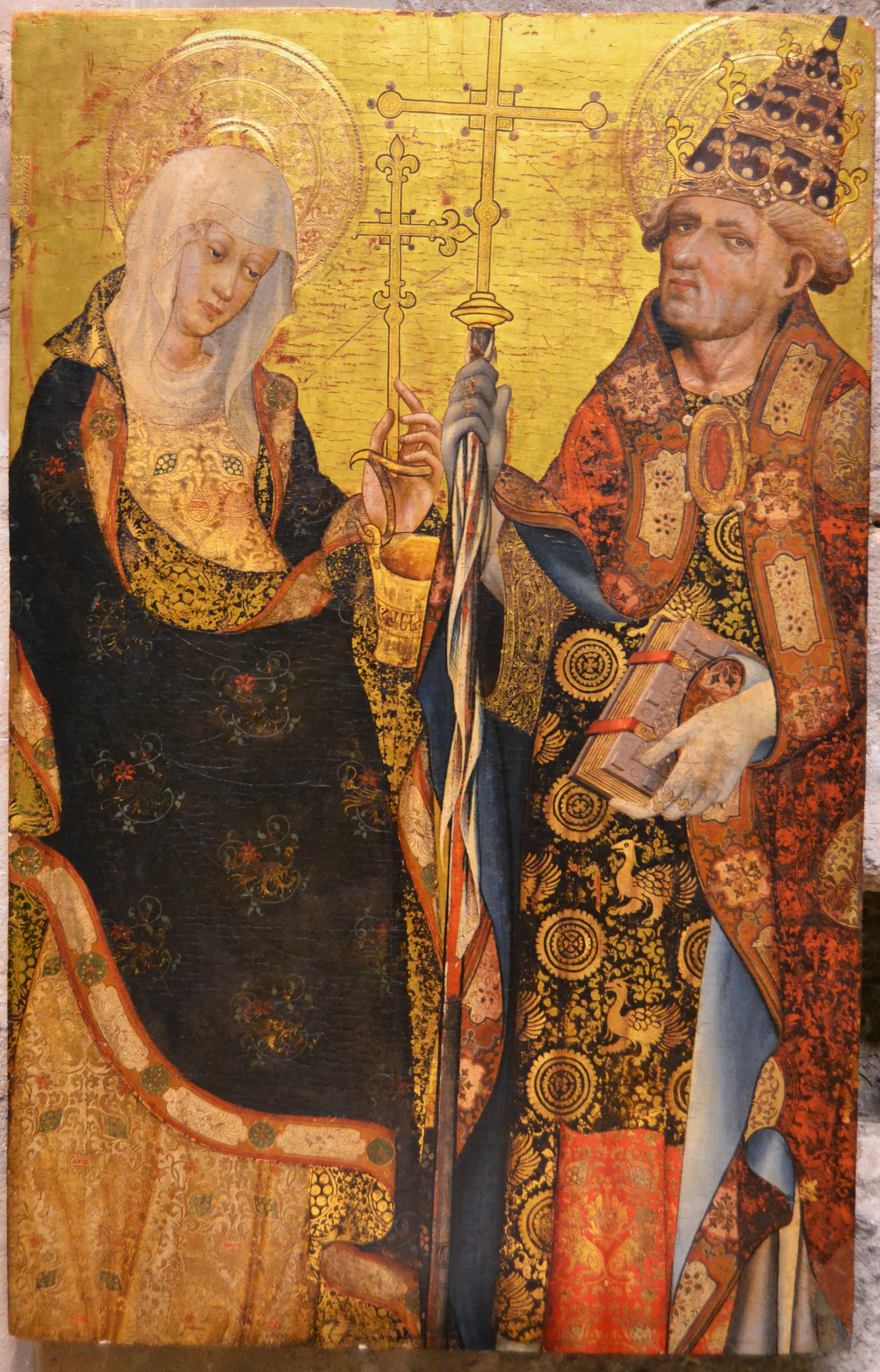
Santa Marta y San Clemente (Catedral de Valencia).

Gonçal Peris Sarriá, documentado entre 1380 y 1451, es una de las principales figuras de la pintura gótica valenciana de la primera mitad del siglo XV, junto con Antoni Peris, Miguel Alcañiz y Jaume Mateu.
Era miembro de una familia de pintores instalada en Valencia desde el siglo XIII, de la que solo se han podido identificar obras de Antoni y de Gonçal Peris. Su formación artística tuvo lugar en los últimos años del siglo XIV y los primeros del siguiente, formación realizada en el taller de Pere Nicolau (activo en Valencia desde 1390 hasta su muerte el 25 de julio de 1408). Peris fue nombrado conservador de los bienes de su maestro, pero al poco tiempo tuvo que comparecer ante la justicia, viéndose obligado a pasar estos bienes a Jaume Mateu, sobrino y heredero universal de Pere Nicolau.

## Taller propio
Desde entonces pasó a dirigir un taller con gran éxito y con clientes de elevado rango. Una muestra de ello, y una de sus primeras pinturas fechadas con seguridad, es el retablo de Santa Marta y San Clemente de 1412 contratado por el obispo de Barcelona, Francesc Climent Sapera, para su ubicación en la catedral de Valencia, donde se conserva la tabla central. En ella se ha señalado la influencia de Marçal de Sax, quien trabajó con él y con Pere Nicolau. 
En septiembre de 1427 cobró junto con Jaume Mateu y Joan Moreno la cantidad de 1072 sueldos y tres dineros por las pinturas de la Sala Nova o Sala Daurada de la Casa Consistorial de Valencia, aún no acabadas en abril de 1428 cuando le fueron presentadas a Alfonso V. Se trataba de quince tablas en las que se representaba a la serie de los reyes de Aragón, según indicaba el primer documento de pago: «XV tabulis sive postibus pictis imaginibus regum Aragorum». Del derribo del edificio en 1860, de todo el conjunto de pinturas solo se salvaron cuatro, conservadas actualmente en el Museo Nacional de Arte de Cataluña: Pedro I, Pedro III, Alfonso III y Alfonso V.
En el año 1438 le encargaron, junto con su sobrino García Peris y su alumno Joan Reixac, que analizara una obra hecha por Luis Dalmau, quien había regresado de Flandes en 1436, introduciendo en la pintura valenciana las últimas corrientes flamencas, corrientes que se habrían visto reforzadas por la presencia en la ciudad, entre 1439 y 1460, del cuestionado pintor de Brujas Louis Alincbrot. La pintura de Gonçal Peris se verá afectada por este nuevo estilo, como se ve en el retablo de San Martín, Santa Úrsula y San Antonio, de 1443, procedente de la cartuja de Porta Coeli y conservado en el Museo de Bellas Artes de Valencia, que se considera una de las piezas maestras de la pintura valenciana del siglo XV. 
La última noticia que se tiene de Gonçal Peris es su testamento y su muerte en 1451 en el Hospital de las beguinas de Valencia.

## Obras
Se le atribuyen un grupo homogéneo de obras, algunas de dudosa autoría, pero aquí se mencionan algunas de las más seguras: 
- Retablo de Santa Marta y San Clemente, en la Catedral de Valencia.
- Retablo de San Martín, Santa Úrsula y San Antonio, conservado en el Museo de Bellas Artes de Valencia.[3]
- Tabla bifaz con la representación de una Verónica de la Virgen y una Anunciación, conservada en el Museo de Bellas Artes de Valencia.[4]
- Retablo de Santa Bárbara, procedente de Puertomingalvo, ahora en el MNAC.[5]
- Santo Domingo de Guzmán y cuatro santos en el Museo del Prado.[6]
- Virgen con el niño también en el Museo del Prado.
- Pietà con los instrumentos de La Pasión en el Museo del Louvre.
- Mesa con un San Bartolomé en el Worcester Museum.
- San Miguel (atribuido) en la National Gallery of Scotland de Edimburgo.[7]

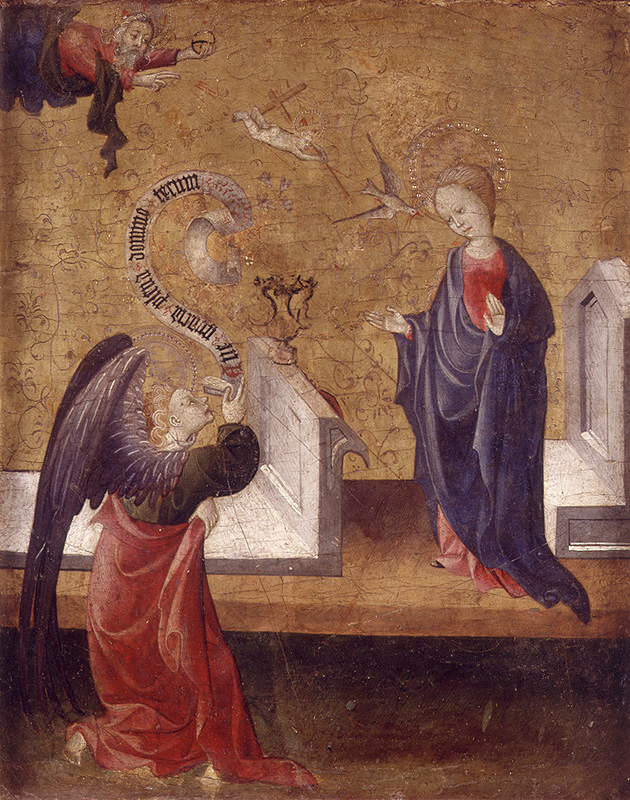
Anunciación (Museo de Bellas Artes de Valencia).
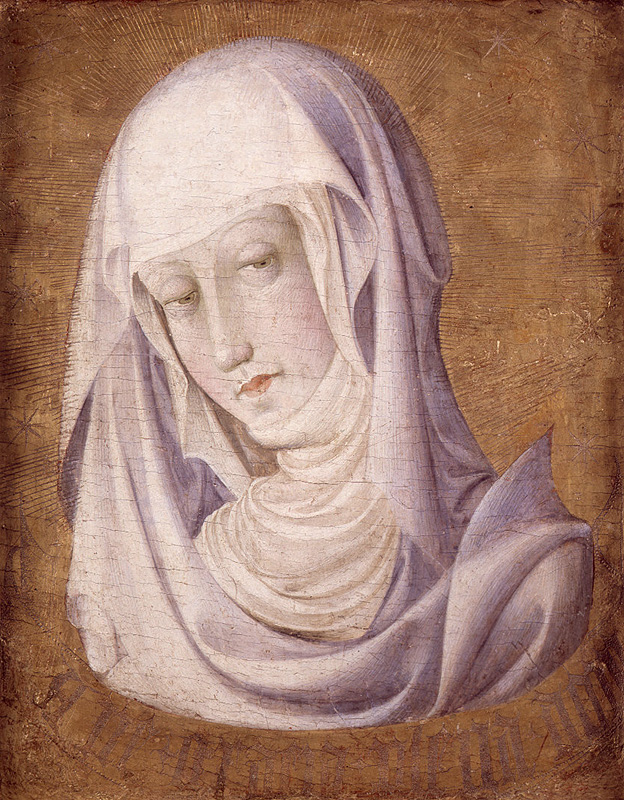
Verónica de la Virgen de Gonçal Peris (Museo de Bellas Artes de Valencia), «vera icon» de la Virgen María basada en el retrato efectuado por san Lucas de la Virgen.
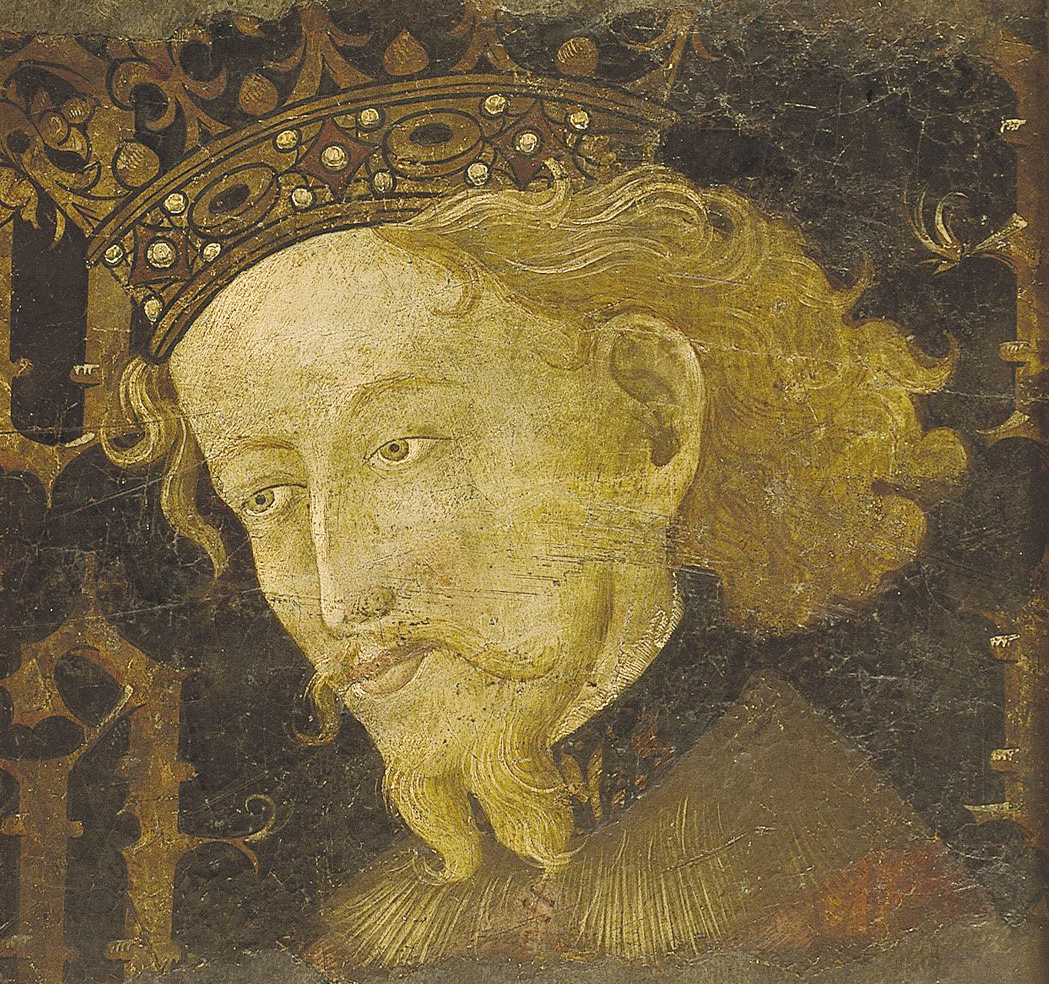
Retrato de Jaime I de Aragón, 1427, MNAC (Barcelona), pintado con Jaume Mateu para el ayuntamiento de Valencia.
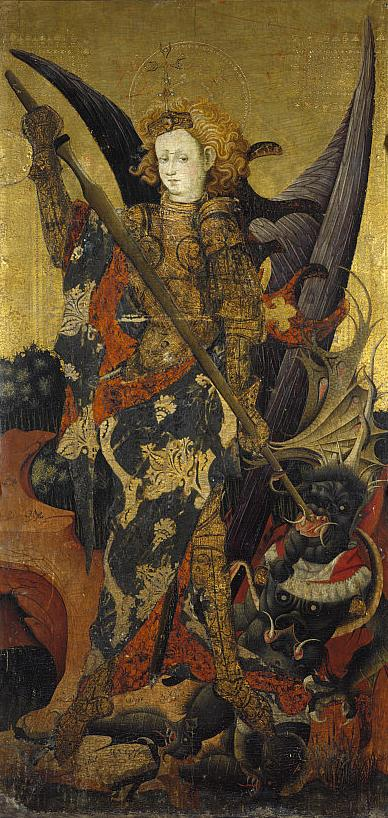
San Miguel (Edimburgo).